# 평창대로
평창대로(Pyeongchang-daero)는 강원특별자치도 평창군 방림면 방림리 방림삼거리와 용평면 장평리 장평교 동단을 잇는 강원특별자치도의 도로이다.

## 연혁
- 1994년 7월 15일 : 평창군 대화면 대화리 2km 구간 개통[1]
- 2009년 2월 20일 : 평창대로로 명명

## 주요 경유지
강원특별자치도
- 평창군 (방림면 · 대화면 · 용평면)

## 노선
| 이름             | 접속 노선                            | 소재지 | 소재지                       | 비고               |
| ---------------- | ------------------------------------ | ------ | ---------------------------- | ------------------ |
| 방림삼거리       | 국도 제42호선 (서동로)               | 평창군 | 방림면                       | 국도 제42호선 구간 |
| 방림 교차로      | 국도 제31호선 국도 제42호선 (뱃재로) | 평창군 | 방림면                       | 국도 제42호선 구간 |
| 방림 교차로      | 국도 제31호선 국도 제42호선 (뱃재로) | 평창군 | 방림면                       | 국도 제31호선 구간 |
| 평창방림농공단지 |                                      | 평창군 | 방림면                       |                    |
| 안미교           |                                      | 평창군 |                              |                    |
| 대화면           |                                      | 평창군 |                              |                    |
| 하안미사거리     | 지방도 제424호선 (가평로)            | 평창군 |                              |                    |
| 하안미교         | 대덕길 덕전길                        | 평창군 |                              |                    |
| 하안미삼거리     | 하안미길                             | 평창군 |                              |                    |
| 대화삼거리       | 대화중앙로                           | 평창군 |                              |                    |
| 대화교           |                                      | 평창군 |                              |                    |
| 대화버스터미널   | 대화3길                              | 평창군 |                              |                    |
| 대화사거리       | 대화중앙로 던짓골길 해뜰마을길       | 평창군 |                              |                    |
| 상대화교         |                                      | 평창군 |                              |                    |
| (덧개수교 동단)  | 외솔덧개수길 웃대화1길               | 평창군 |                              |                    |
| 대화 교차로      |                                      | 평창군 |                              |                    |
| 신리교           |                                      | 평창군 |                              |                    |
| 신리삼거리       | 모릿재로                             | 평창군 |                              |                    |
| 신리 교차로      |                                      | 평창군 |                              |                    |
| 재산재           |                                      | 평창군 | 국도 제31호선 구간 해발 600m |                    |
| 재산재           | 용평면                               | 평창군 | 국도 제31호선 구간 해발 600m |                    |
| 평창역           |                                      | 평창군 | 국도 제31호선 구간           |                    |
| (재산)           | 금당길                               | 평창군 | 국도 제31호선 구간           |                    |
| 장평교           | 경강로                               | 평창군 | 국도 제31호선 구간           |                    |
| 경강로와 직결    |                                      |        |                              |                    |

## 주요 건물 및 시설
- 방림2리마을회관 (강원특별자치도 평창군 방림면 평창대로 24)
- 대화노인회관 (강원특별자치도 평창군 대화면 평창대로 876)
- 대화119안전센터 (강원특별자치도 평창군 대화면 평창대로 934)
- 대흥사 (강원특별자치도 평창군 대화면 평창대로 1114-46)
- 신리1리마을회관 (강원특별자치도 평창군 대화면 평창대로 1343-4)
- 서울대학교 평창캠퍼스 (강원특별자치도 평창군 대화면 평창대로 1447)
- 평창역 (강원특별자치도 평창군 용평면 평창대로 1715)
- 재산1리노인회관 (강원특별자치도 평창군 용평면 평창대로 1752-3)
- 재산초등학교 (폐교, 강원특별자치도 평창군 용평면 평창대로 1752-7)
- 메밀꽃유치원 (구 폐교, 강원특별자치도 평창군 용평면 평창대로 1908)